# Schloss Murrmirnichtviel
Schloss Murrmirnichtviel, seltener auch Murr-mir-nicht-viel, ganz vereinzelt Murmel-nicht-viel, ist die Ruine eines Jagdschlösschens mit Wachturm, das den leiningischen Grafen gehörte. Es liegt im Pfälzerwald südwestlich der Kreisstadt Bad Dürkheim (Rheinland-Pfalz).

## Geschichte
In der Nähe der Ruine entdeckte man römische Gräber, die auf eine Straßenstation der Römer an dieser Stelle zurückgeführt werden. Im Jahr 1534 wurde ein Wachturm erstmals urkundlich erwähnt und noch als „die Klause“ bezeichnet, also eine enge, primitive Behausung. Er wurde wohl im Dreißigjährigen Krieg zerstört.
Vermutlich durch Johann Friedrich von Leiningen (1661–1722) wurde der Turm – wie auch das nur 600 Meter entfernte leiningische Jagdschloss Kehrdichannichts – zur Grenzsicherung des Jagdreviers zwischen Leiningen und der Kurpfalz zunächst wieder auf- und dann ebenfalls zu einem barocken Jagdschlösschen ausgebaut. Es liegt etwas erhöht auf dem Südwestkamm der Dreispitz; so konnte man die kurpfälzischen Nachbarn vom Turm aus beobachten.
Eine neuerliche Zerstörung oder ein Verfall muss bald stattgefunden haben, denn bereits 1781 wurden das Jagdhaus und der Wachturm in einem Salbuch als Ruine Friedrichsburg bezeichnet. Spätestens 1793, als die Französische Revolution auch auf die linksrheinischen deutschen Gebiete übergegriffen hatte, wurde die Anlage endgültig niedergebrannt. Auf einer Landkarte von 1797 erscheint erstmals der neue Name.
1926 waren die Mauern noch fünf Meter hoch. 1963 wurde die Ruine aus der Obhut des ehemaligen Königlich-Bayerischen Forstareals an das Land Rheinland-Pfalz übergeben. 1988/89 wurden die Mauerreste, die nur noch aus Teilen der Außenwand mit Fensteransätzen und dem Turmstumpf bestehen, freigelegt und gesichert.

## Name
Der Name Murrmirnichtviel ist angelehnt an den des Jagdschlosses Kehrdichannichts und wurde möglicherweise vom Volksmund gebildet. Im Hinblick auf die Streitigkeiten zwischen Leiningen und Kurpfalz um die Grenzen der Jagdreviere war „Murr mir nicht viel!“ als eindringliche Warnung gedacht und sollte so viel bedeuten wie „Füg dich ohne Murren (in das Verbot, mein Jagdrevier zu betreten)!“
In Anlehnung an die historischen Pfälzer Jagdhäuser Kehrdichannichts, Schaudichnichtum und Murrmirnichtviel nannte der Pfälzische NS-Gauleiter Josef Bürckel sein um 1935 bei Ramsen errichtetes Jagdhaus Lassmichinruh.